# Mondo balordo
Mondo balordo è un film del 1964, diretto da Roberto Bianchi Montero e Albert T. Viola.